# Alan Hollinghurst
Alan Hollinghurst (ur. 26 maja 1954 w Stroud) – angielski pisarz, laureat Nagrody Bookera, przedstawiciel literatury gejowskiej. 
Studiował literaturę angielską w Magdalen College, w Oksfordzie. Pracował jako krytyk literacki w Times Literary Supplement. Wykłada na University College London. 
Zadebiutował w 1988 powieścią Klub Koryncki (ang. The Swimming Pool Library), która – choć porusza tematykę homoseksualizmu i brytyjskich gejów – wykracza poza ramy powieści środowiskowej; w 1989 otrzymał za nią nagrodę Somerset Maugham Award. W roku 2004 jego powieść Linia piękna (ang. The Line of Beauty) została uhonorowana Nagrodą Bookera. W polskim tłumaczeniu dostępna jest też jego powieść Spadająca gwiazda (ang. The Folding Star). W 2011 wydał kolejną powieść Obce dziecko.
Jest gejem, obecnie mieszka w Londynie.

## Twórczość
- Isherwood is at Santa Monica, 1975
- Confidential Chats with Boys, 1982
- Klub Koryncki, 1993, przeł. Maria Olejniczak-Skarsgård (The Swimming Pool Library, 1988)
- Spadająca gwiazda, 1997, przeł. Magda Białoń-Chalecka (The Folding Star, 1994)
- The Spell, 1998
- Linia piękna, 2005, przeł. Lesław Haliński (The Line of Beauty, 2004)
- Obce dziecko, 2012, przeł. Hanna Pawlikowska-Gannon (The Stranger's Child, 2011)
- The Sparsholt Affair, 2017